# Romex Silny Trefl
Romex Silny Trefl (ang. "The Romex Forcing Club") – brydżowy system licytacyjny silnego trefla opracowany przez George'a Rosenkranza. Część systemu jest oparta na innym systemie tego samego autora - Romex.
Otwarcia wyglądają następująco:
```
1♣   17+  
PH
 Układ dowolny
1
♦
   12-16PH Przynajmniej 2 kara
1
♦
/♠ 12-16PH 5+ kart w kolorze starszym
1BA  10-12PH Układ zrównoważony (12-14 na trzeciej ręce)
2♣   12-16PH 6+ trefli
2
♦
           
2
♦
 Meksykańskie

             (z wyjątkiem układów 4-4-4-1 otwieranych teraz przez 1♣)
2
♥
   12-16PH 4=4=1=4, 4=4=0=5, 3=4=1=5, 4=3=1=5
2♠           Słabe dwa
```